# Almargen
Almargen település Spanyolországban, Málaga tartományban. Almargen Campillos, Cañete la Real, El Saucejo, Teba és Los Corrales községekkel határos. Lakosainak száma 1913 fő (2024).

## Népesség
A település népessége az elmúlt években az alábbi módon változott:
| Lakosok száma | 2084 | 2074 | 2114 | 2154 | 2157 | 2122 | 2004 | 1954 | 1927 | 1913 |
|               | 2001 | 2004 | 2007 | 2009 | 2012 | 2014 | 2017 | 2019 | 2022 | 2024 |